# José Susán
José Susán (ur. ? – zm. ?) – argentyński piłkarz, grający podczas kariery na pozycji napastnika.

## Kariera klubowa
José Susán podczas kariery piłkarskiej występował w klubie CA Estudiantes.

## Kariera reprezentacyjna
W reprezentacji Argentyny Susán występował w latach 1907-1908. W reprezentacji zadebiutował 15 sierpnia 1907 w wygranym 2-1 meczu z Urugwajem, którego stawką była Copa Lipton.
Drugi i ostatni raz w reprezentacji wystąpił 4 października 1908 w przegranym 0-1 meczu z Urugwajem, którego stawką była Gran Premio de Honor Argentino.
| Mecze i gole w reprezentacji | Mecze i gole w reprezentacji | Mecze i gole w reprezentacji | Mecze i gole w reprezentacji | Mecze i gole w reprezentacji | Mecze i gole w reprezentacji | Mecze i gole w reprezentacji |
| #                            | Data                         | Miasto                       | Przeciwnik                   | Gol                          | Wynik                        | Rozgrywki                    |
| ---------------------------- | ---------------------------- | ---------------------------- | ---------------------------- | ---------------------------- | ---------------------------- | ---------------------------- |
| 1.                           | 15.08.1907                   | Buenos Aires                 | Urugwaj                      |                              | 2:1                          | Copa Lipton                  |
| 2.                           | 04.10.1908                   | Buenos Aires                 | Urugwaj                      |                              | 0:1                          | Gran Premio                  |